# Rudolf Minzloff
Carl Rudolf Minzloff, russisch Рудольф Иванович Минцлов (auch Münzloff; Müntzloff; geb. 6. Novemberjul. / 18. November 1811greg. in Königsberg; gest. 31. Oktober 1883 in St. Petersburg) war ein deutscher kaiserlicher russischer Hofrat, Oberbibliothekar, Professor in St. Petersburg und Schriftsteller.

## Leben
Minzloff studierte Philosophie an der Universität Königsberg (1829) und kam gleich nach dem Studium nach St. Petersburg. Dort unterrichtete er Deutsch am Alexander-Lyzeum und wurde später zum Erzieher des zukünftigen Imperators Alexanders III. und seiner Brüder. Seit 1847 wurde er als Oberbibliothekar in der Rossica-Abteilung der Kaiserlichen Öffentlichen Bibliothek angestellt. Diese Stelle behielt er bis zu seinem Tod 1883. Während dieser Tätigkeit gründete er die Abteilung für Inkunabeln, übersetzte Werke Puschkins, Gogols und Grigorovics ins Deutsche und war Mitarbeiter der St. Petersburger Zeitung.
1847 wurde er korrespondierendes Mitglied der Gesellschaft für Geschichte und Altertumskunde der Ostseeprovinzen Russlands. Am 21. September 1860 wurde er Mitglied des Pegnesischen Blumenordens (Sprach- und Literaturgesellschaft). 
Er ist der Vater des russischen Juristen Rudolf Rudolfowitsch Minzloff sowie der Großvater des Schriftstellers Sergei Rudolfowitsch Minzloff und der Theosophin Anna Rudolfowna Minzloff.

## Veröffentlichungen
- Beiträge zur livländischen Sittengeschichte des 18. Jahrhunderts
- Die altdeutschen Handschriften der Kaiserlichen öffentlichen Bibliothek zu St. Petersburg, 1853
- Beiträge zur Kenntniß der poetischen und wissenschaftlichen Literatur Russlands, Berlin, 1854
- Notice sur les reliures anciennes de la bibliothèque impériale de Saint-Pétersbourg par M. Rodolphe Minzloff, Paris, 1859
- Bruder Hansens Marienlieder aus dem vierzehnten Jahrhundert, Hahn’sche Hofbuchhandlung, Hannover, 1863
- Dante’s Hölle der Verliebten, Deutsch gereimt mit einigen Bemerkungen und einer Belegstelle aus dem Roman du Lancelot, Hahn’sche Hofbuchhandlung, Hannover, 1870
- Literaturgeschichte der Völker des Alterthums, Wilh. Riemschneider, Hannover, 1871
- Pierre le Grand dans la littérature étrangère, St.-Pétersbourg, 1872
- Die Oden des Horaz, Deutsch gereimt von Rudolf Minzloff, Hahn’sche Hofbuchhandlung, Hannover, 1875